# Achille Pensy
Achille Pensy Moukembe (Kogo, 5 de janeiro de 1987) é um futebolista camaronês radicado na Guiné Equatorial. Atua como goleiro.

## Carreira na Seleção
Antes de fazer parte da Seleção nacional, a qual joga desde 2008, Pensy fez parte da Seleção Camaronesa de Futebol que disputou a Taça Meridional da UEFA/CAF de 2001.
Estreou na Nzalang Nacional em 2008, após obter a naturalização, sendo convocado para a Copa das Nações Africanas de 2012, sediada por Guiné Equatorial e Gabão.